# Universidad de Suazilandia
La Universidad de Esuatini se creó con capital aportado por el Reino Unido, Canadá, la Corporación Anglo-Americana de Estados Unidos y el gobierno suazi en Kwaluseni, Manzini. Actualmente tiene tres campus.

## Historia
La Universidad de Suazilandia se desarrolló a partir de la Universidad de Botsuana, Lesoto y Suazilandia (University of Botswana, Lesotho and Swaziland, UBLS) formalmente conocida como Universidad de Basutolandia, Bechualandia y Suazilandia (University of Basutoland, Bechuanaland and Swaziland, UBBS) que tuvo su sede en Lesoto entre los años 1964 y 1975. Esta universidad, a su vez, se había desarrollado a partir del Colegio Universitario Católico Pío XII en Lesoto.
Un estudio de 1970 recomendó la creación de campus independientes en los tres países. Este estudio fue aceptado por todos los gobiernos.
La Facultad de Agricultura fue inaugurada por el Rey Sobhuza II el 8 de septiembre de 1973, todavía formando parte de la UBLS.
En octubre de 1975 el campus de Roma fue retirado de la UBLS y se constituyó como la Universidad de Lesoto. Este hecho obligó a la constitución de la Universidad de Botsuana y Suazilandia en 1976 aunque las autoridades de los dos países pusieron en marcha un plan de aumento del número de estudiantes para justificar, posteriormente, la creación de dos instituciones independientes. Esta separación se hizo efectiva finalmente en junio de 1982.

## Campus
- Campus de Kwaluseni: Situado en la carretera de Manzini.
- Campus de Luyengo: Facultad de Agricultura.
- Campus de Mbabane: Facultad de Ciencias de la Salud.

## Facultades
- Facultad de Agricultura, en Luyengo
- Facultad de Comercio
- Facultad de Educación
- Facultad de Ciencias de la Salud, en Mbabane
- Facultad de Humanidades
- Facultad de Ciencias
- Facultad de Ciencias Sociales